# Faglia di Tamayo
La faglia di Tamayo è la più grande delle faglie trasformi a movimento laterale destro presenti sul fondale marino davanti all'entrata del Golfo della California, nell'Oceano Pacifico, al largo della costa dello stato messicano di Sinaloa.
La faglia, che unisce il segmento della dorsale del Pacifico orientale chiamato dorsale di Rivera, a sud, con il bacino di Alarcón, a nord, è la più meridionale delle faglie della zona di rift del Golfo di California.